# Gran Premio del Belgio 1961
Il Gran Premio del Belgio 1961 si è svolto domenica 18 giugno 1961 sul Circuito di Spa-Francorchamps. La gara è stata vinta da Phil Hill seguito da Wolfgang von Trips e da Richie Ginther, tutti su Ferrari.

## Qualifiche
| Pos | N° | Pilota                  | Auto            | Squadra                    | Tempo  | Distacco |
| --- | -- | ----------------------- | --------------- | -------------------------- | ------ | -------- |
| 1   | 4  | Phil Hill               | Ferrari         | Scuderia Ferrari SpA SEFAC | 3:59.3 | -        |
| 2   | 2  | Wolfgang von Trips      | Ferrari         | Scuderia Ferrari SpA SEFAC | 4:00.1 | +0.8     |
| 3   | 8  | Olivier Gendebien       | Ferrari         | Scuderia Ferrari SpA SEFAC | 4:03.0 | +3.7     |
| 4   | 24 | John Surtees            | Cooper-Climax   | Yeoman Credit Racing Team  | 4:06.0 | +6.7     |
| 5   | 6  | Richie Ginther          | Ferrari         | Scuderia Ferrari SpA SEFAC | 4:06.1 | +6.8     |
| 6   | 36 | Graham Hill             | BRM-Climax      | Owen Racing Organisation   | 4:07.6 | +8.3     |
| 7   | 38 | Tony Brooks             | BRM-Climax      | Owen Racing Organisation   | 4:07.9 | +8.6     |
| 8   | 14 | Stirling Moss           | Lotus-Climax    | RRC Walker Racing Team     | 4:08.2 | +8.9     |
| 9   | 18 | Jo Bonnier              | Porsche         | Porsche System Engineering | 4:08.3 | +9.0     |
| 10  | 20 | Dan Gurney              | Porsche         | Porsche System Engineering | 4:08.4 | +9.1     |
| 11  | 28 | Jack Brabham            | Cooper-Climax   | Cooper Car Company         | 4:08.6 | +9.3     |
| 12  | 44 | Masten Gregory          | Cooper-Climax   | Camoradi International     | 4:10.2 | +10.9    |
| 13  | 40 | Jackie Lewis            | Cooper-Climax   | H&L Motors                 | 4:11.1 | +11.8    |
| 14  | 22 | Carel Godin de Beaufort | Porsche         | Ecurie Maarsbergen         | 4:16.7 | +17.4    |
| 15  | 30 | Bruce McLaren           | Cooper-Climax   | Cooper Car Company         | 4:17.4 | +18.1    |
| 16  | 34 | Jim Clark               | Lotus-Climax    | Team Lotus                 | 4:17.7 | +18.4    |
| 17  | 46 | Lorenzo Bandini         | Cooper-Maserati | Scuderia Centro Sud        | 4:19.0 | +19.7    |
| 18  | 32 | Innes Ireland           | Lotus-Climax    | Team Lotus                 | 4:20.0 | +20.7    |
| 19  | 10 | Willy Mairesse          | Lotus-Climax    | Equipe Nationale Belge     | 4:20.6 | +21.3    |
| 20  | 26 | Maurice Trintignant     | Cooper-Maserati | Scuderia Serenissima       | 4:21.4 | +22.1    |
| 21  | 42 | Tony Marsh              | Lotus-Climax    | Privato                    | 4:24.2 | +24.9    |
| 22  | 12 | Lucien Bianchi          | Lotus-Climax    | Equipe Nationale Belge     | 4:27.3 | +28.0    |
| 23  | 48 | Wolfgang Seidel         | Lotus-Climax    | Scuderia Colonia           | 4:27.4 | +28.1    |
| 24  | 50 | Ian Burgess             | Lotus-Climax    | Camoradi International     | 4:34.6 | +35.3    |
| NP  | 16 | Cliff Allison           | Lotus-Climax    | UDT Laystall Racing Team   | -      | -        |

## Gara
I risultati del GP sono stati i seguenti:
| Pos | N° | Pilota                  | Costruttore/Motore | Giri | Tempo/Ritiro          | Griglia | Punti |
| --- | -- | ----------------------- | ------------------ | ---- | --------------------- | ------- | ----- |
| 1   | 4  | Phil Hill               | Ferrari            | 30   | 2:03:03.8             | 1       | 9     |
| 2   | 2  | Wolfgang von Trips      | Ferrari            | 30   | +0.7                  | 2       | 6     |
| 3   | 6  | Richie Ginther          | Ferrari            | 30   | +19.5                 | 5       | 4     |
| 4   | 8  | Olivier Gendebien       | Ferrari            | 30   | +45.6                 | 3       | 3     |
| 5   | 24 | John Surtees            | Cooper-Climax      | 30   | +1:26.8               | 4       | 2     |
| 6   | 20 | Dan Gurney              | Porsche            | 30   | +1:31.0               | 10      | 1     |
| 7   | 18 | Jo Bonnier              | Porsche            | 30   | +2:47.1               | 9       |       |
| 8   | 14 | Stirling Moss           | Lotus-Climax       | 30   | +3:55.6               | 8       |       |
| 9   | 40 | Jackie Lewis            | Cooper-Climax      | 29   | +1 giro               | 13      |       |
| 10  | 44 | Masten Gregory          | Cooper-Climax      | 29   | +1 giro               | 12      |       |
| 11  | 22 | Carel Godin de Beaufort | Porsche            | 28   | +2 giri               | 14      |       |
| 12  | 34 | Jim Clark               | Lotus-Climax       | 24   | +6 giri               | 16      |       |
| 13  | 38 | Tony Brooks             | BRM-Climax         | 24   | +6 giri               | 7       |       |
| Rit | 36 | Graham Hill             | BRM-Climax         | 24   | Iniezione             | 6       |       |
| Rit | 26 | Maurice Trintignant     | Cooper-Maserati    | 23   | Cambio                | 20      |       |
| Rit | 46 | Lorenzo Bandini         | Cooper-Maserati    | 20   | Wheel Bearing         | 17      |       |
| Rit | 28 | Jack Brabham            | Cooper-Climax      | 12   | Motore                | 11      |       |
| Rit | 30 | Bruce McLaren           | Cooper-Climax      | 9    | Iniezione             | 15      |       |
| Rit | 32 | Innes Ireland           | Lotus-Climax       | 9    | Motore                | 18      |       |
| Rit | 12 | Lucien Bianchi          | Lotus-Climax       | 9    | Perdita d'olio        | 22      |       |
| Rit | 10 | Willy Mairesse          | Lotus-Climax       | 7    | Iniezione             | 19      |       |
| NP  | 42 | Tony Marsh              | Lotus-Climax       |      | Iscrizione non pagata | 21      |       |
| NP  | 48 | Wolfgang Seidel         | Lotus-Climax       |      | Iscrizione non pagata | 23      |       |
| NP  | 50 | Ian Burgess             | Lotus-Climax       |      | Iscrizione non pagata | 24      |       |

## Statistiche

### Piloti
- 2ª vittoria per Phil Hill
- 10° podio per Phil Hill
- 1º Gran Premio per Jackie Lewis e Lorenzo Bandini
- Ultimo Gran Premio per Cliff Allison

### Costruttori
- 32ª vittoria per la Ferrari
- 7ª tripletta per la Ferrari[2]

### Motori
- 32ª vittoria per il motore Ferrari

### Giri al comando
- Phil Hill (1, 3-5, 8, 11-13, 15, 17-18, 21-23, 25-30)
- Olivier Gendebien (2, 6-7)
- Wolfgang von Trips (9-10, 14, 16, 19-20, 24)

## Classifiche Mondiali

### Piloti
| Pos | Pilota             | Punti |
| --- | ------------------ | ----- |
| 1   | Phil Hill          | 19    |
| 2   | Wolfgang von Trips | 18    |
| 3   | Stirling Moss      | 12    |
|     | Richie Ginther     | 12    |
| 5   | Jim Clark          | 4     |
| 6   | Olivier Gendebien  | 3     |
|     | Dan Gurney         | 3     |
| 8   | John Surtees       | 2     |
| 9   | Bruce McLaren      | 1     |
|     | Jack Brabham       | 1     |

### Costruttori
| Pos | Team          | Punti |
| --- | ------------- | ----- |
| 1   | Ferrari       | 22    |
| 2   | Lotus-Climax  | 12    |
| 3   | Cooper-Climax | 4     |
| 4   | Porsche       | 3     |